# Ngựa Lusitano
Ngựa Lusitano hay ngựa Bồ Đào Nha (hay còn được gọi là dòng ngựa Lusitano thuần chủng hay PSL-Puro Sangue Lusitano) là một giống ngựa có nguồn gốc từ Bồ Đào Nha, giống ngựa này có họ hàng với những con ngựa Andalucia của Tây Ban Nha. Cả hai giống này đôi khi được gọi là chung là ngựa Iberia (ngựa bán đảo Tây-Bồ) vì các giống ngựa này đều được phát triển trên vùng bán đảo Iberia mà cho đến những năm 1960 chúng vẫn được coi là một giống dưới cái tên là ngựa Andalucia. Một nghiên cứu di truyền sử dụng DNA ty thể cho thấy rằng ngựa Sorraia là một phần của cụm di truyền phần lớn được tách ra từ hầu hết các giống Iberia là một dòng dõi mẹ chung huyết thống với ngựa Lusitano.

## Lịch sử giống
Ngựa Bồ Đào Nha được biết là có mặt trên bán đảo Iberia (bán đảo Tây Bồ) từ năm 20.000 trước Công nguyên với những hình vẻ được cổ xưa khắc họa trong các hang động và cho đến năm 800 trước Công nguyên, vùng này nổi tiếng với những con ngựa chiến. Khi người Hồi giáo xâm chiếm Iberia vào năm 711 của Công Nguyên, họ mang ngựa Bắc Phi (Barb) tới đây và chúng được lai với ngựa bản xứ từ đó đã phát triển một dòng ngựa trở nên hữu dụng cho chiến tranh và đấu bò.
Năm 1966, những cuốn sổ hướng dẫn đăng ký giống tiếng Bồ Đào Nha và tiếng Tây Ban Nha đã chia tách và chủng ngựa ở Bồ Đào Nha của ngựa Iberia được đặt tên là Lusitano đây là từ sau từ Lusitania là tên gọi La Mã cổ đại chỉ về Bồ Đào Nha. Có bốn dòng giống chính trong giống ngày nay, và các đặc điểm khác nhau một chút giữa mỗi dòng. Màu lông ngựa Lusitano có thể là bất kỳ màu nào mặc dù chúng thường có màu xám, màu be (đạm, khướu, vang) hoặc hạt dẻ (hồng mã). Ngựa của dòng Alter Real luôn có màu be. Các cá thể của giống ngựa này thuộc loại Baroque, với mặt lồi, cơ bắp nặng nề, khí chất thông minh và sẵn sàng, với chuyển động nhanh nhẹn. Ban đầu, giống ngựa này được nuôi để dùng trong chiến tranh và các trò đấu bò.